# Aeroportul Ibadan
Aeroportul Ibadan (IATA: IBA, ICAO: DNIB) este un aeroport din Statul Oyo, Nigeria ce deservește zona Ibadan. Aeroportul a fost tranzitat în decembrie 2018 de 8.583 de pasageri. A fost numit după zona deservită.
Situat la o altitudine de 221 m, aeroportul dispune de o singură pistă.